# Sherab Gyatso

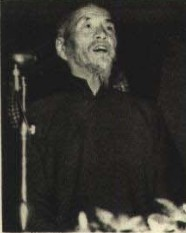
Sherab Gyatso (1950)

Geshe Sherab Gyatso (Tibetà: དགེ་བཤེས་ཤེས་རབ་རྒྱ་མཚོ; transcripció : Gêxê Xêrab Gyamco; xinès simplificat: 喜饶嘉措; pinyin: Xǐráo Jiācuò) va ser un professor de religió tibetà i un polític que va servir al govern xinès als anys cinquanta.

## Biografia
Sherab Gyatso va néixer el 1884, al poble d'Hordroba a la zona de Dobi a l'est d'Amdo una de les tres províncies en les que culturalment es divideix el Tibet. Sembla que va ser fill únic. Als cinc anys, Sherab Gyatso va ingressar al monestir de Dobi, Ganden Pelgye Ling, on va efectuar els vots monàstics i va començar a aprendre a llegir i escriure. Quan va complir els setze anys, es va traslladar a Labrang Tashikhyil on estudiar filosofia budista i gramàtica i poètica tibetana sota la instrucció d'Akhu Gungtang Lodro. Als vint-i-un anys, Sherab Gyatso va entrar a la universitat monestir de Drepung (un dels tres temples tibetans més importants, iniciant-se en l'estudi de sutra i tantra sota la instrucció de més de trenta erudits budistes. Va obtenir el grau de Geshe (“amic espiritual”) Lharampa (el grau més elevat) a l'edat de trenta-tres, després de saltar diversos graus, guanyant, així, una reputació com a eminent erudit a Lhasa. També va mantenir debats amb el Tretzè Dalai-lama, Tubten Gyatso, el qual li va fer objecte d'una distinció el 1917. Sherab Gyatso també va ser alumne de l'Onzè Tatsak (Reencarnació), Ngawang Tubten Kelzang (1870-1918), i més endavant va escriure la seva biografia. A l'edat de trenta-quatre anys, amb el Tretzè Dalai-lama, Tubten Gyatso, Sherab Gyatso va començar a editar les obres de l'abat Buton Rinchen Drub. També va dirigir l'edició de la versió, de Lhasa, del Kangyur tibetà (un dels textos canònics budistes) completant-la en vuit anys. A part, també va ensenyar a Drepung i va fer un seguiment dels "exàmens de debat" dels tres grans monestirs Geluk, escola del budisme tibetà també coneguda com a Gelug, a Lhasa. Va arribar a ser abat de Sera Je (un dels tres centres del monestir de Sera). Sherab Gyatso va tenir un gran nombre de deixebles A part de la seva docència monàstica, també va ensenyar poesia, gramàtica i cursos bàsics en el budisme a laics. Al Col·legi Drepung, Sherab Gyatso va ensenyar a Gendun Chopel (intel·lectual iconoclasta tibetà), amb el qual compartia alguna de les seves opinions (va criticar certes pràctiques en el pelegrinatge a Pemako (Padma-Bkod), Índia, considerant-lo, a més, perillós). Arran de la mort del Tretzè Dalai-lama, el 1933, sembla que Sherab Gyatso va perdre el suport de la jerarquia de Geluk, i es va veure obligat a abandonar Lhasa, anant a la Xina i a Amdo. La causa seria deguda a la seva pertinença al grup de lames que envoltaven el difunt Tretzè Dalai Lama i que van abandonar Lhasa quan els conservadors es van fer amb el govern. Hi ha constància de que Sherab Gyatso tenia una opinió favorable, a la dècada de 1930 sobre la revolució comunista a la Xina, aspecta molt mal vist pels conservadors tibetans. Va anar a Nanjing, via Calcuta, on va contactar amb Gendun Chopel en un hotel quan aquest vivia en un auto-exili. Un cop arribat a la Xina, Gyatso es va relacionar amb nacionalistes i comunistes. A partir de 1937, es va convertir en el primer tibetà treballar en una universitat xinesa; va impartir tibetà a diverses universitats principals de la Xina, inclosa la Universitat de Pequín, la Universitat de Tsinghua, la Universitat de Zhongshan i la Universitat de Zhongyang. També va ensenyar a la Bodhi Society a Xangai que havia estat fundada pel Novè Panchen-lama, Lobzang Tubten Chokyi Nyima Gelek Namgyel el 1934. Va impartit cursos setmanals de filosofia Geluk i història. Va conèixer una sèrie de destacats líders budistes xinesos actius al govern nacionalista i va participar en rituals i assemblees dissenyats per afavorir el govern. La seva experiència amb l'educació xinesa moderna, tant religiosa com secular, va inspirar a Sherab Gyatso per reorganitzar el sistema educatiu del monestir de Dobi segons als principis moderns. Tornant a Amdo el 1939, va consolidar l'escola monàstica amb altres monestirs locals com l'Escola Monàstica Dobi. La resistència local es va suavitzar quan la inscripció a l'escola permetia als habitants locals evitar el reclutament a l'exèrcit de la província de la província. El 1941, el Ministeri d'Educació del govern republicà va reconèixer oficialment l'escola com l'escola budista tibetana Qinghai i la llengua xinesa. Els estudiants, que eren una barreja de tibetans ordenats i tibetans i xinesos, van estudiar els temes monàstics tradicionals i les llengües xinesa i tibetana. Es convertirà en una escola secundària regular quan els comunistes se'n van fer càrrec el 1951. Al començament dels anys quaranta va servir com a president de l'Associació per a la Promoció de la Cultura Tibetana i un dels directors executius de l'Associació Xina per a la Promoció de la Cultura Fronterera Durant laSegona Guerra Sinojaponesa va ser representant de l'Assemblea Nacional i alt càrrec de l'Assemblea Mongol-Tibetana. De 1945 a 1949 va ser un membre alternatiu del sisè comitè de supervisió del Kuomintang Geshe Sherab Gyatso va intentar dues vegades tornar a Lhasa, en la seva qualitat de representant del govern del Kuomintang, però la seva activitat va ser dificultada per funcionaris a Lhasa. Documentació britànica indica que intentava difondre la propaganda xinesa, portant amb ell la seva traducció dels tres principis del poble Sun Yat-sen, sigui com sigui, el suport del govern nacionalista el va perdre. La seva col·laboració amb el règim comunista ha estat molt criticada i controvertida.

Sherab Gyatso amb Mao a Beijing (1954)

En qualitat de vicepresident del Govern Provincial de Qinghai de la República Popular de la Xina, Sherab Gyatso va fer una emissió de ràdio, el 6 de maig de 1950, advertint que el Tibet seria "alliberat" per la força si el Dalai-lama s'hi oposava, també que les forces britàniques i americanes no ajudarien als tibetans a resistir als xinesos i que sota el nou estat comunista, el Tibet tindria autonomia regional. L'exèrcit xinès va envair el Tibet a finals de 1950. Quan es va crear l'Associació Budista de la Xina el 1953, Sherab Gyatso va ser-ne vicepresident. I després en va ser president fins que els esdeveniments de la Revolució Cultural van obligar l'Associació a suspendre les seves activitats el 1966. També va ser diputat de Qinghai al Consell Popular Nacional, de 1954 a 1964, i durant els mateixos anys, president del l'Institut Teològic Budista. Va ser membre del Comitè de Solidaritat de la Xina i Àsia i va donar suport a Egipte contra l'agressió en el 1956 i formà part del Comitè del poble xinès per la pau mundial (1958). Després de la guerra civil, Sherab Gyatso va viatjar a l'estranger sis vegades. El 1956, on va ser escollit vicepresident de la Federació Mundial de Budistes (a la qual va ser reelegit, en absència, l'any següent). Al 1968, Sherab Gyatso va ser atacat i colpejat per la Guàrdia Roja (Xina). Va morir detingut el primer de novembre d'aquell any. El 1982 va ser rehabilitat.